# Ней, Мишель
Мише́ль Ней (фр. Michel Ney; правильное произношение — Мишель Не; 10 января 1769, Зарлуи — 7 декабря 1815, Париж) — один из наиболее известных маршалов времён Наполеоновских войн, герцог Эльхинген (фр. duc d'Elchingen) и князь Москворецкий (фр. prince de la Moskowa). Наполеон называл его «le Brave des Braves» — «храбрейший из храбрых».

## Начало карьеры

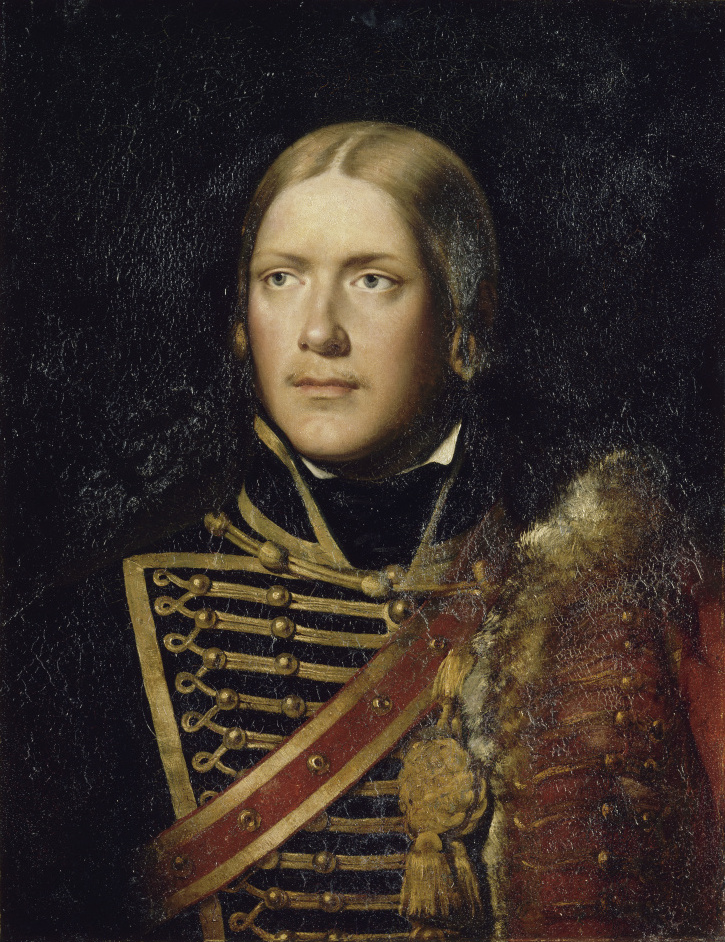
Мишель Ней в звании младшего лейтенанта 4-го гусарского полка в 1792 году

Мишель Ней родился 10 января 1769 года во французском анклаве Зарлуи с преимущественно немецкоязычным населением. Он стал вторым сыном в семье бондаря Пьера Нея (1738—1826) и Маргарет Гревелингер.
После окончания коллежа работал писцом у нотариуса, потом надзирателем на литейном заводе.
В 1788 году рядовым вступил в гусарский полк, участвовал в революционных войнах Франции, получил ранение при осаде Майнца.
В августе 1796 года стал бригадным генералом в кавалерии. 17 апреля 1797 года Ней в бою под Нойвидом попал в плен к австрийцам и в мае того же года вернулся в армию в результате обмена на австрийского генерала.
В марте 1799 года повышен в звании до дивизионного генерала. Позже в том же году, посланный для подкрепления Массены в Швейцарию, он близ Винтертура был тяжело ранен в бедро и кисть.
В 1800 году отличился при Гогенлиндене. После Люневильского мира Бонапарт назначил его генерал-инспектором кавалерии. В 1802 году Ней был послом в Швейцарии, где провёл мирный договор и медиационные акты 19 февраля 1803 года.

## Основные битвы
Получив при провозглашении империи маршальский жезл, Ней в войне 1805 года с Австрией разбил эрцгерцога Фердинанда при Гюнцбурге и 14 октября штурмом на Эльхингенские бастионы вынудил австрийцев к капитуляции Ульма. В битве при Йене он довершил поражение пруссаков, потом принудил к сдаче Эрфурт и Магдебург; в 1807 году решил участь сражения при Фридланде, заслужив здесь прозвание le brave de braves — храбрейший из храбрых. В Испании с 1808 года он отличился в боях. 3 января 1809 года, в бою у Какабелоса, погиб друг маршала — генерал Кольбер, о котором Ней говорил: «Когда Кольбер на аванпостах, я сплю спокойно». В 1811 году поссорился с главнокомандующим Массена из-за плана кампании и вернулся во Францию.

## Поход в Россию и отступление

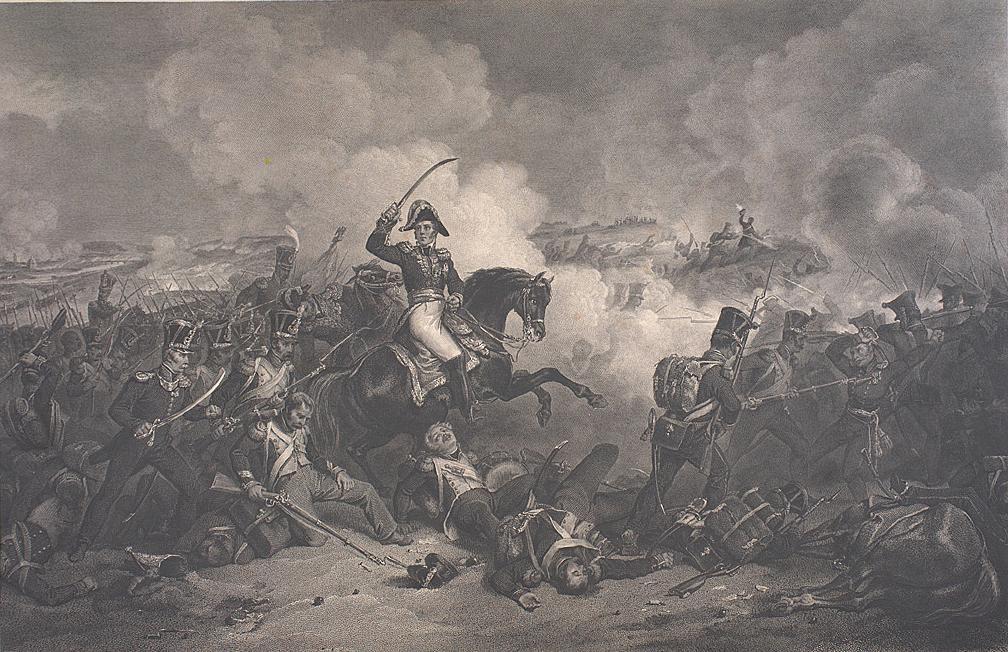
Атака маршала Нея при Бородино. Гравюра по картине Ланглуа

В Русской кампании 1812 года командовал корпусом. На время занятия Москвы штаб и квартира маршала разместились в усадьбе Кусково. После оккупации Москвы занимал Богородск, а его разъезды доходили до реки Дубны.
Во время отступления из России, после сражения под Вязьмой, встал во главе арьергарда, сменив корпус маршала Даву. После отступления главных сил Великой армии из Смоленска прикрывал её отход и распоряжался подготовкой укреплений Смоленска к подрыву. Промедлив с отступлением, он был отрезан от Наполеона русскими войсками под началом М. А. Милорадовича. Он пытался пробиться, но, понеся большие потери, не смог осуществить своего намерения, отобрал лучшие части корпуса числом около 3 тысяч солдат и с ними перешёл Днепр севернее, у деревни Сырокоренье, бросив большую часть своих войск (в том числе всю артиллерию), которые на следующий день капитулировали. У Сырокоренья войска Нея перебирались через Днепр по тонкому льду; на участки открытой воды бросали доски. Значительная часть солдат при переходе через реку утонула, так что, когда Ней соединился у Орши с главными силами, в его отряде оставалось лишь около 500 человек. С железной строгостью поддерживал дисциплину, при переходе через Березину спас остатки войска. При отступлении остатков Великой армии руководил обороной Вильны и Ковно.
В 1813 году, после поражения Удино при Гросберене, получил главное начальство над войсками, предназначавшимися к нападению на Берлин, но 6 сентября был разбит Бюловом у Денневица. После этого, 29 сентября, потерпел поражение от уступавшей ему численно шведской армии в бою при Росслау. В кампанию 1814 года он сражался у Бриенна, Монмираля, Краона и Шалон-сюр-Марна. После взятия Парижа уговорил императора отречься от престола. Людовик XVIII назначил его членом военного совета и пэром и поручил ему начальство над шестой дивизией.

## Сто дней. Казнь

Герб Нея — герцога Эльхингенского и князя Москворецкого

Когда Наполеон возвратился с острова Эльбы, Ней обещал Людовику XVIII привести Наполеона живым или мёртвым, но 17 марта 1815 года, увлекаемый всей своей армией, он перешёл на сторону Наполеона. «Словно плотина прорвалась, — говорил Ней, — я должен был уступить силе обстоятельств».
При открытии кампании 1815 года Ней из рук Наполеона принял начальство над 1-м и 2-м корпусами. 16 июня сражался у Катрбра с герцогом Веллингтоном и при Ватерлоо с большой храбростью руководил центром. Под ним было убито пять лошадей, но Ней в изодранном мундире, с лицом, почерневшим от пороховой гари, всё ещё пытался собрать оставшихся солдат для атаки с криком: «Смотрите, как умирает маршал Франции!». Вернувшись в Париж после поражения, он в палате пэров советовал призвать Бурбонов обратно. При попытке бегства в Швейцарию был арестован 19 августа и привезён в Париж.

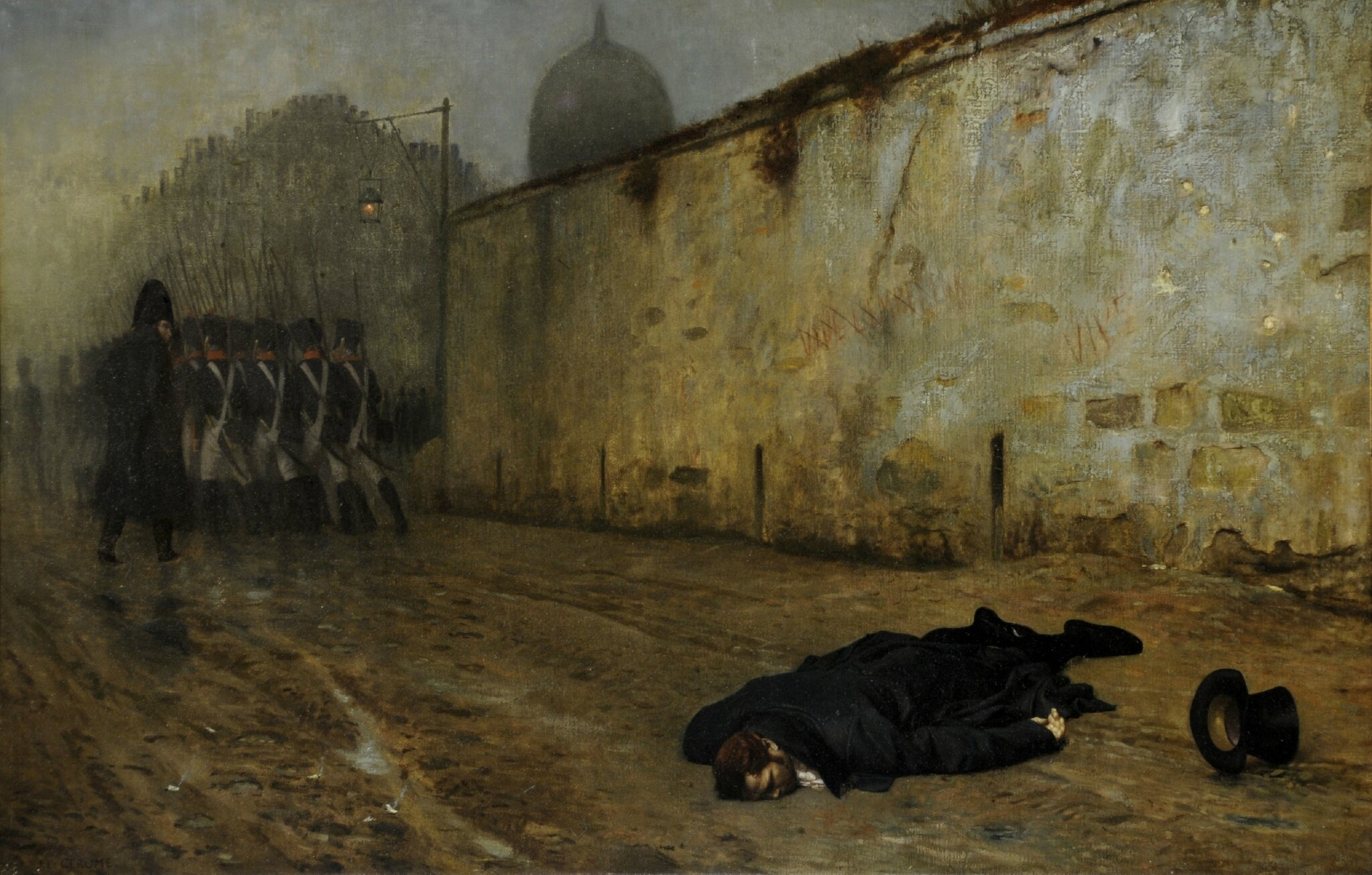
Казнь маршала Нея (1868), картина Жана-Леона Жерома

Ни один генерал не хотел судить полководца. Ней отрицал компетенцию военного суда в этом деле и требовал передачи его в палату пэров. Военный суд, который состоял из бывших соратников Нея, вынес решение о своей некомпетентности в данном деле. Палата же только и ждала случая проявить своё усердие. Из всех пэров в числе ста шестидесяти одного нашёлся только один, высказавшийся за невиновность маршала: это был молодой герцог де Брольи, лишь за девять дней до этого достигший возраста, дававшего ему право заседать в палате пэров. Сто тридцать девять голосов подано было за немедленную смертную казнь — без права обжалования приговора.
7 декабря 1815 года Ней был расстрелян как государственный изменник неподалёку от Парижской обсерватории. Своим расстрелом руководил сам. В 1853 году на этом месте была воздвигнута статуя Нея.
Наполеон на острове Святой Елены вспоминал Нея:

Ней был человеком храбрым. Его смерть столь же необыкновенна, как и его жизнь. Держу пари, что те, кто осудил его, не осмеливались смотреть ему в лицо.

## Семья

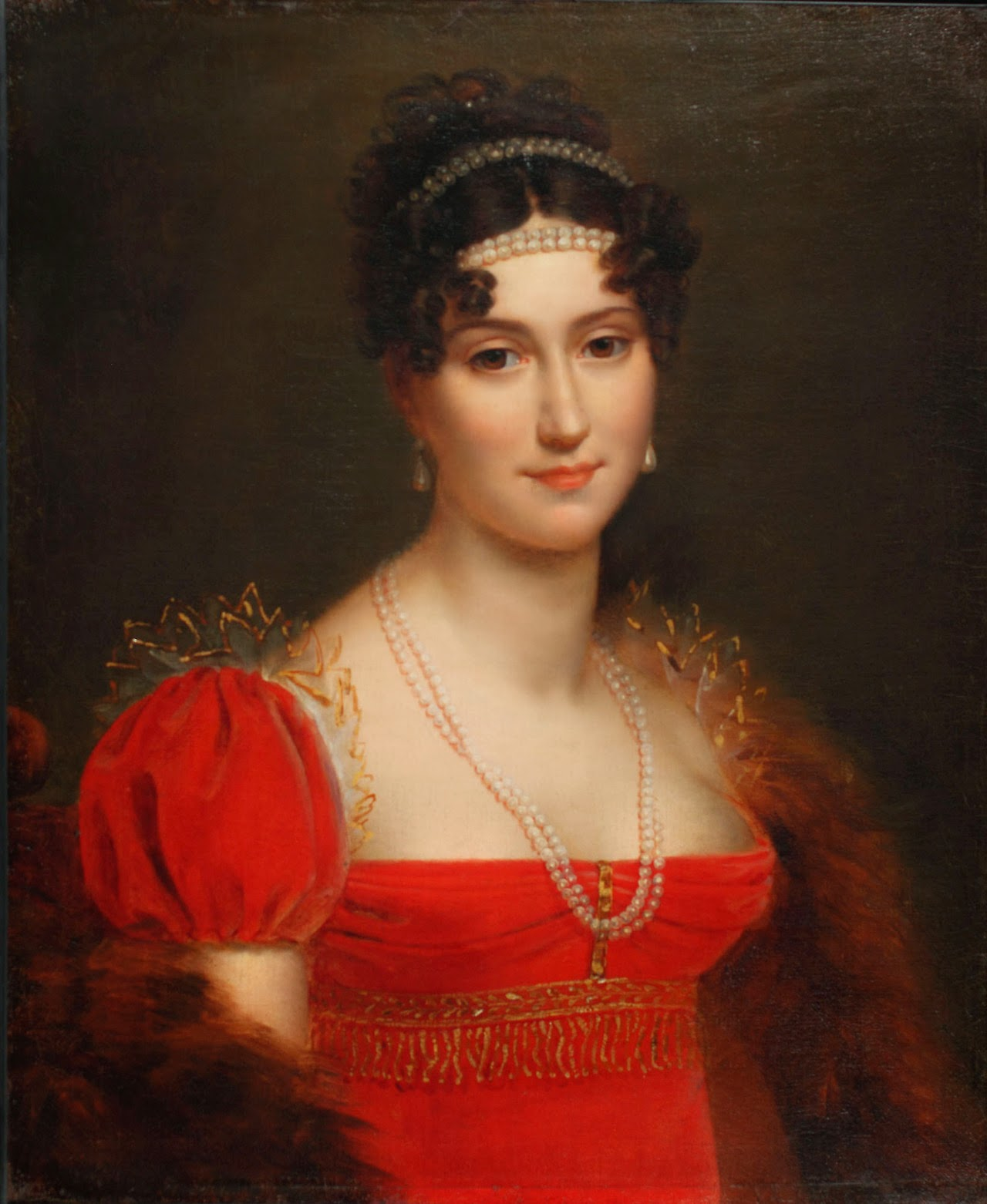
Мадам Аглая Луиза Ней на портрете Ф. Жерара

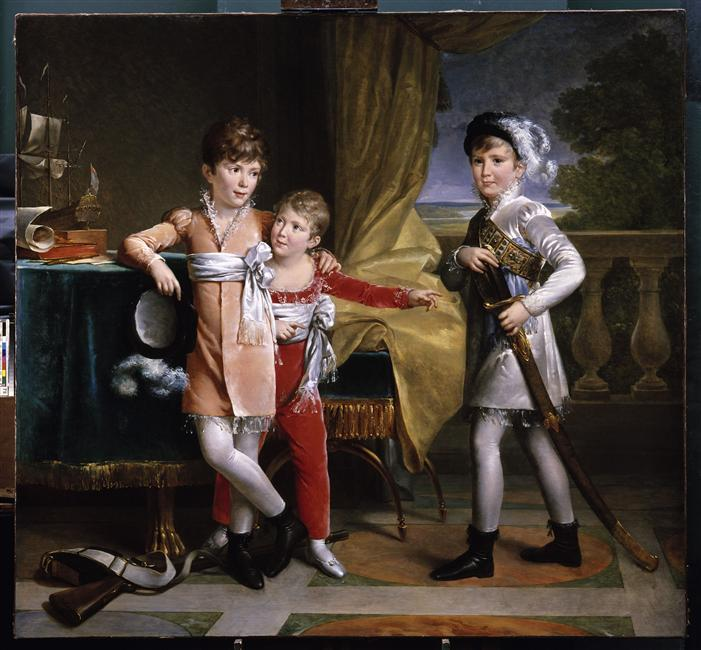
Сыновья маршала Нея (1810)

Жена (с июля 1802) — Аглая Луиза Огье (1782—1854), дочь камеристки королевы Марии-Антуанетты госпожи Аделаиды Огье (1758—1794), из-за страха перед эшафотом, покончившей жизнь самоубийством. Воспитывалась в знаменитом пансионе родной тётки мадам Кампан, где подружилась с Гортензией Богарне. Брак её с маршалом Неем был устроен Наполеоном и Жозефиной. В 1804 году в качестве фрейлины двора присутствовала на их коронации. По словам г-жи Ремюза, Аглая Ней была худощавой и высокой, у неё были несколько крупные черты лица, прекрасные глаза, доброе, приятное лицо и очень красивый голос. По натуре она была застенчивой и доброй особой, неспособной говорить или делать что-либо дурное. Но отличия, которыми её постепенно награждали, кружили ей голову, и временами она становилась очень претензионной особой, но это никого не шокировало в ней, потому что она опиралась на громкую военную репутацию своего мужа. В характере её была привычка к необыкновенной роскоши и дом её был одним из наиболее пышных в Париже; его меблировка и украшения стоили 1 100 000 франков. После смерти мужа она уехала с сыновьями в Италию с менее значительным, чем все думали, состоянием.
Дети:
- Наполеон Жозеф (1803—1857), 2-й князь Москворецкий, военный и политический деятель.
- Мишель Луи Феликс (1804—1854), французский политик.
- Евгений[фр.] (1808—1845), граф Ней, дипломат.
- Эдгар (1812—1882), 3-й князь Москворецкий, политический и военный деятель.

## Награды
- Легионер ордена Почётного легиона (11 декабря 1803)
- Великий офицер ордена Почётного легиона (14 июня 1804)
- Знак Большого Орла ордена Почётного легиона (2 февраля 1805)
- Орден Железной короны (Королевство Италия)
- Большой крест Ордена Христа (Португалия)

## Образ в кино
- «Битва при Ватерлоо[англ.]» (немой, Великобритания, 1913) — актёр Вивиан Росс
- «Ватерлоо[нем.]» (Германия, 1929) — актёр Карл де Фогт[нем.]
- «Сто дней[англ.]» (Германия, Италия, 1935) — актёр Фридрих Гнасс[нем.]
- «Кутузов» (1943) — актёр Александр Степанов
- «Наполеон: путь к вершине» (Франция, Италия, 1955) — актёр Клемен Дюур[фр.]
- «Ватерлоо» (Италия, СССР, 1970) — актёр Дан О’Херлихи
- «Наполеон» (Франция-Канада, 2002) — актёр Ален Дюте[фр.]
- «Ржевский против Наполеона» (РФ, 2012) — актёр Дмитрий Мухамадеев.

## Названия кораблей (каронимика)
В XIX и XX веках было выявлено два корабля, принадлежавших Великобритании и США, названных в честь Маршала Нея.

## Примечания

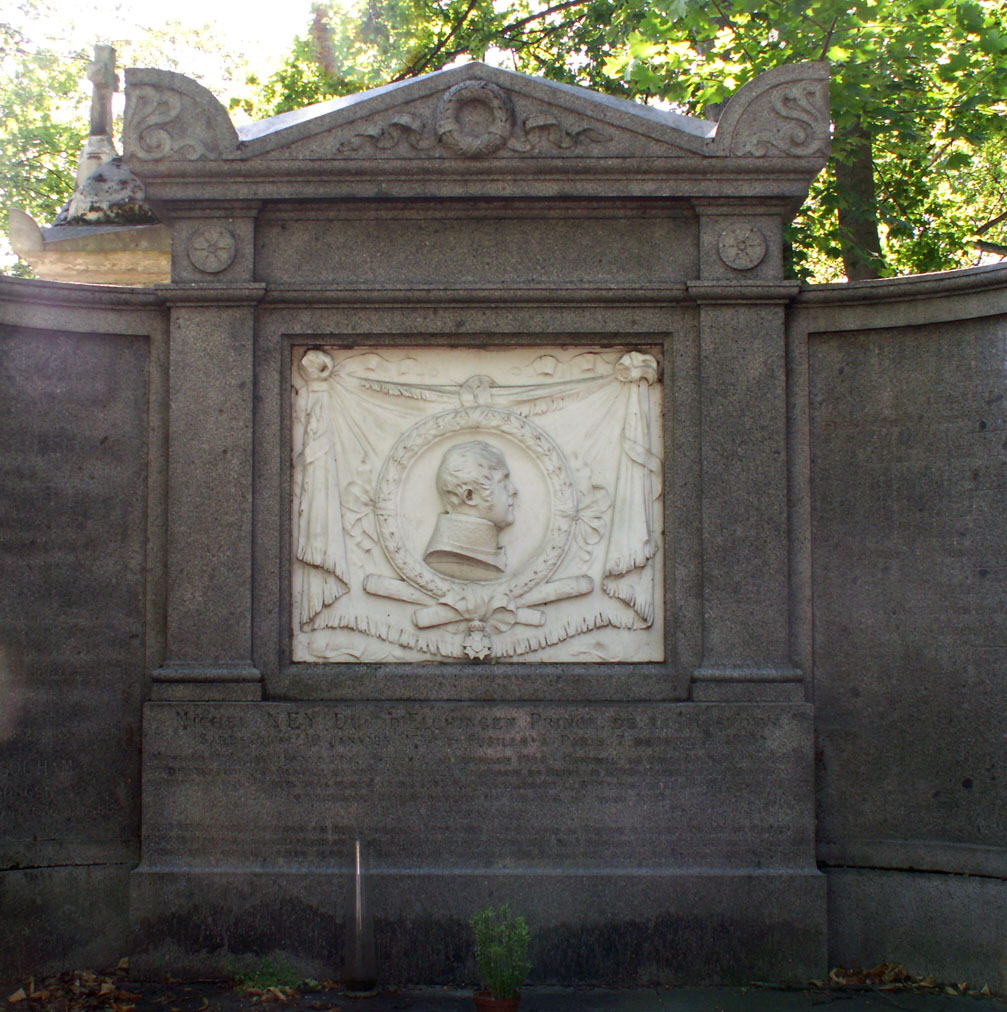
Могила